# Contigaspis subnudata
Contigaspis subnudata är en insektsart som först beskrevs av Robert Newstead 1912.  Contigaspis subnudata ingår i släktet Contigaspis och familjen pansarsköldlöss. Inga underarter finns listade i Catalogue of Life.